# Dig Dug
Dig Dug (Japans: ディグダグ; Digu Dagu) is een arcade videospel van Namco. Het spel werd uitgebracht op 19 april 1982. Het spel kwam in 1982 uit als arcadespel en voor de Atari. Later werd het spel geporteerd naar consoles als de Atari 2600, Atari 5200, Atari 7800, Intellivision, Apple II, Atari 400/800, Commodore VIC-20, Commodore 64, IBM PC, NES, en de Texas Instruments TI-99/4A. Ook heeft Gakken er een draagbare VFD game van gemaakt.
Als Taizo Hori (de mijnwerker) graaf je tunnels onder de grond. Het doel van het spel is onder de grond de aanwezige monsters Pooka en Fygar met een luchtpomp op te blazen. Fygar is een soort draak die vuur kan spuwen. Ook kun je door onder rotsblokken door te lopen deze laten vallen. Wanneer zij op hun route omlaag monsters verpletteren krijg je nog meer punten dan wanneer je ze gewoon opblaast.
Het spel is Engelstalig en het perspectief is in de derde persoon.

## Platforms
| Jaar | Platform                                                                                |
| ---- | --------------------------------------------------------------------------------------- |
| 1982 | Arcade, Atari 8-bit, Sord M5                                                            |
| 1983 | Atari 2600, Atari 5200, Casio PV-1000, Commodore 64, PC Booter, PC-88, TI-99/4A, VIC-20 |
| 1984 | Apple II, MSX                                                                           |
| 1985 | NES                                                                                     |
| 1987 | Atari 7800, Intellivision                                                               |
| 1992 | Game Boy                                                                                |
| 2004 | Game Boy Advance                                                                        |
| 2005 | Windows Mobile                                                                          |
| 2006 | Palm OS, Xbox 360                                                                       |
| 2008 | Wii Virtual Console                                                                     |
| 2013 | Nintendo 3DS                                                                            |
| 2016 | Playstation 4, Xbox One                                                                 |

## Ontvangst
| Beoordeeld door                         | Platform            | Datum             | Score |
| --------------------------------------- | ------------------- | ----------------- | ----- |
| The Video Game Critic                   | Intellivision       | 22 september 2009 | 100%  |
| Atari Gamer - XL-XE Game Review Edition | Atari 8-bit         | december 2013     | 80%   |
| HonestGamers                            | NES                 | 9 juli 2013       | 80%   |
| IGN                                     | Xbox 360            | 11 oktober 2006   | 70%   |
| Game Freaks 365                         | Atari 2600          | 2004              | 70%   |
| Game Over Online                        | Xbox 360            | 25 oktober 2006   | 65%   |
| GameSpot                                | Xbox 360            | 11 oktober 2006   | 63%   |
| Eurogamer.net (GB)                      | Wii Virtual Console | 3 september 2008  | 60%   |
| TalkXbox                                | Xbox 360            | 22 november 2006  | 60%   |
| IGN                                     | Wii Virtual Console | 12 juni 2008      | 50%   |

## Trivia
- Het spel is opgenomen in het boek 1001 Video Games You Must Play Before You Die van Tony Mott.